# Echosmith
Echosmith er en amerikansk pop-gruppe bestående af de tre søskende Graham, Noah og Sydney Sierota. Deres første album Talking Dreams, udkom den 1. oktober 2013. I 2016 forlod deres bror Jamie Sierota bandet for at hellige sig sit barn.

## Diskografi
| Talking Dreams                                                                 | - Udgivet: 1. oktober 2013 - Pladeselskab: Warner Bros. - Formater: CD, LP, digital download | 38 | 1 | 48 | 45 | 39 | 23 | 47 | 46 | 35 |
| Lonely Generation                                                              | - Udgivet: 10. januar 2020 - Pladeselskab: Warner Bros. - Formater: CD, LP, digital download | —  | — | —  | —  | —  | —  | —  | —  | —  |
| "—" denotes an album that did not chart or was not released in that territory. |                                                                                              |    |   |    |    |    |    |    |    |    |